# Загроза (шахи)
Загроза  (шаховий термін)  - послідовність ходів, які призводять до погіршення становища у таборі суперника, до мату, до втрати фігури тощо

## Теоретичні відомості
Зазвичай загроза передує будь-якій дії у шаховій партії.
Розрізняють тактичну  і стратегічну.
Загроза  тактична -  пов'язана з здійсненням тактичного  прийому.
Загроза стратегічна - пов'язані з здійсненням тактичного  прийому.
Види загроз
| Тактична | Стратегічна |
| Загрози пов'язані з здійсненням тактичного прийому: Загроза нападу. Загроза подвійного нападу; Загроза подвійного удару; Загроза виграшу пішака або фігури; Загроза матом - один із найефективніших способів змусити суперника до бажаних ходів у відповідь. Як і в етюдній композиції, може супроводжуватися ідеями виграшу фігури, перетворення пішака, пату, вічного шаху й такого іншого. Має велике значення і в практичних іграх. Загроза перетворення пішака на ферзя; Загроза затримання прохідного пішака; Загроза жертви; Загроза розміну; | Загроза визначаються планом гри Загроза захоплення слабкого пункту суперника, Загроза захоплення центру; Загроза атаки; Загроза захоплення лінії. |

У створенні стратегічної загрози бере участь більше фігур, ніж у тактичній.

Приклад. Відображення загрози.
|   | a | b | c | d | e | f | g | h |   |
| 8 | f8 чорний король · b6 чорний пішак · d6 чорний пішак · f6 чорний слон · c5 чорний пішак · c4 білий пішак · b3 білий пішак · d3 білий пішак · e3 білий кінь · f3 білий король | f8 чорний король · b6 чорний пішак · d6 чорний пішак · f6 чорний слон · c5 чорний пішак · c4 білий пішак · b3 білий пішак · d3 білий пішак · e3 білий кінь · f3 білий король | f8 чорний король · b6 чорний пішак · d6 чорний пішак · f6 чорний слон · c5 чорний пішак · c4 білий пішак · b3 білий пішак · d3 білий пішак · e3 білий кінь · f3 білий король | f8 чорний король · b6 чорний пішак · d6 чорний пішак · f6 чорний слон · c5 чорний пішак · c4 білий пішак · b3 білий пішак · d3 білий пішак · e3 білий кінь · f3 білий король | f8 чорний король · b6 чорний пішак · d6 чорний пішак · f6 чорний слон · c5 чорний пішак · c4 білий пішак · b3 білий пішак · d3 білий пішак · e3 білий кінь · f3 білий король | f8 чорний король · b6 чорний пішак · d6 чорний пішак · f6 чорний слон · c5 чорний пішак · c4 білий пішак · b3 білий пішак · d3 білий пішак · e3 білий кінь · f3 білий король | f8 чорний король · b6 чорний пішак · d6 чорний пішак · f6 чорний слон · c5 чорний пішак · c4 білий пішак · b3 білий пішак · d3 білий пішак · e3 білий кінь · f3 білий король | f8 чорний король · b6 чорний пішак · d6 чорний пішак · f6 чорний слон · c5 чорний пішак · c4 білий пішак · b3 білий пішак · d3 білий пішак · e3 білий кінь · f3 білий король | 8 |
| 7 | f8 чорний король · b6 чорний пішак · d6 чорний пішак · f6 чорний слон · c5 чорний пішак · c4 білий пішак · b3 білий пішак · d3 білий пішак · e3 білий кінь · f3 білий король | f8 чорний король · b6 чорний пішак · d6 чорний пішак · f6 чорний слон · c5 чорний пішак · c4 білий пішак · b3 білий пішак · d3 білий пішак · e3 білий кінь · f3 білий король | f8 чорний король · b6 чорний пішак · d6 чорний пішак · f6 чорний слон · c5 чорний пішак · c4 білий пішак · b3 білий пішак · d3 білий пішак · e3 білий кінь · f3 білий король | f8 чорний король · b6 чорний пішак · d6 чорний пішак · f6 чорний слон · c5 чорний пішак · c4 білий пішак · b3 білий пішак · d3 білий пішак · e3 білий кінь · f3 білий король | f8 чорний король · b6 чорний пішак · d6 чорний пішак · f6 чорний слон · c5 чорний пішак · c4 білий пішак · b3 білий пішак · d3 білий пішак · e3 білий кінь · f3 білий король | f8 чорний король · b6 чорний пішак · d6 чорний пішак · f6 чорний слон · c5 чорний пішак · c4 білий пішак · b3 білий пішак · d3 білий пішак · e3 білий кінь · f3 білий король | f8 чорний король · b6 чорний пішак · d6 чорний пішак · f6 чорний слон · c5 чорний пішак · c4 білий пішак · b3 білий пішак · d3 білий пішак · e3 білий кінь · f3 білий король | f8 чорний король · b6 чорний пішак · d6 чорний пішак · f6 чорний слон · c5 чорний пішак · c4 білий пішак · b3 білий пішак · d3 білий пішак · e3 білий кінь · f3 білий король | 7 |
| 6 | f8 чорний король · b6 чорний пішак · d6 чорний пішак · f6 чорний слон · c5 чорний пішак · c4 білий пішак · b3 білий пішак · d3 білий пішак · e3 білий кінь · f3 білий король | f8 чорний король · b6 чорний пішак · d6 чорний пішак · f6 чорний слон · c5 чорний пішак · c4 білий пішак · b3 білий пішак · d3 білий пішак · e3 білий кінь · f3 білий король | f8 чорний король · b6 чорний пішак · d6 чорний пішак · f6 чорний слон · c5 чорний пішак · c4 білий пішак · b3 білий пішак · d3 білий пішак · e3 білий кінь · f3 білий король | f8 чорний король · b6 чорний пішак · d6 чорний пішак · f6 чорний слон · c5 чорний пішак · c4 білий пішак · b3 білий пішак · d3 білий пішак · e3 білий кінь · f3 білий король | f8 чорний король · b6 чорний пішак · d6 чорний пішак · f6 чорний слон · c5 чорний пішак · c4 білий пішак · b3 білий пішак · d3 білий пішак · e3 білий кінь · f3 білий король | f8 чорний король · b6 чорний пішак · d6 чорний пішак · f6 чорний слон · c5 чорний пішак · c4 білий пішак · b3 білий пішак · d3 білий пішак · e3 білий кінь · f3 білий король | f8 чорний король · b6 чорний пішак · d6 чорний пішак · f6 чорний слон · c5 чорний пішак · c4 білий пішак · b3 білий пішак · d3 білий пішак · e3 білий кінь · f3 білий король | f8 чорний король · b6 чорний пішак · d6 чорний пішак · f6 чорний слон · c5 чорний пішак · c4 білий пішак · b3 білий пішак · d3 білий пішак · e3 білий кінь · f3 білий король | 6 |
| 5 | f8 чорний король · b6 чорний пішак · d6 чорний пішак · f6 чорний слон · c5 чорний пішак · c4 білий пішак · b3 білий пішак · d3 білий пішак · e3 білий кінь · f3 білий король | f8 чорний король · b6 чорний пішак · d6 чорний пішак · f6 чорний слон · c5 чорний пішак · c4 білий пішак · b3 білий пішак · d3 білий пішак · e3 білий кінь · f3 білий король | f8 чорний король · b6 чорний пішак · d6 чорний пішак · f6 чорний слон · c5 чорний пішак · c4 білий пішак · b3 білий пішак · d3 білий пішак · e3 білий кінь · f3 білий король | f8 чорний король · b6 чорний пішак · d6 чорний пішак · f6 чорний слон · c5 чорний пішак · c4 білий пішак · b3 білий пішак · d3 білий пішак · e3 білий кінь · f3 білий король | f8 чорний король · b6 чорний пішак · d6 чорний пішак · f6 чорний слон · c5 чорний пішак · c4 білий пішак · b3 білий пішак · d3 білий пішак · e3 білий кінь · f3 білий король | f8 чорний король · b6 чорний пішак · d6 чорний пішак · f6 чорний слон · c5 чорний пішак · c4 білий пішак · b3 білий пішак · d3 білий пішак · e3 білий кінь · f3 білий король | f8 чорний король · b6 чорний пішак · d6 чорний пішак · f6 чорний слон · c5 чорний пішак · c4 білий пішак · b3 білий пішак · d3 білий пішак · e3 білий кінь · f3 білий король | f8 чорний король · b6 чорний пішак · d6 чорний пішак · f6 чорний слон · c5 чорний пішак · c4 білий пішак · b3 білий пішак · d3 білий пішак · e3 білий кінь · f3 білий король | 5 |
| 4 | f8 чорний король · b6 чорний пішак · d6 чорний пішак · f6 чорний слон · c5 чорний пішак · c4 білий пішак · b3 білий пішак · d3 білий пішак · e3 білий кінь · f3 білий король | f8 чорний король · b6 чорний пішак · d6 чорний пішак · f6 чорний слон · c5 чорний пішак · c4 білий пішак · b3 білий пішак · d3 білий пішак · e3 білий кінь · f3 білий король | f8 чорний король · b6 чорний пішак · d6 чорний пішак · f6 чорний слон · c5 чорний пішак · c4 білий пішак · b3 білий пішак · d3 білий пішак · e3 білий кінь · f3 білий король | f8 чорний король · b6 чорний пішак · d6 чорний пішак · f6 чорний слон · c5 чорний пішак · c4 білий пішак · b3 білий пішак · d3 білий пішак · e3 білий кінь · f3 білий король | f8 чорний король · b6 чорний пішак · d6 чорний пішак · f6 чорний слон · c5 чорний пішак · c4 білий пішак · b3 білий пішак · d3 білий пішак · e3 білий кінь · f3 білий король | f8 чорний король · b6 чорний пішак · d6 чорний пішак · f6 чорний слон · c5 чорний пішак · c4 білий пішак · b3 білий пішак · d3 білий пішак · e3 білий кінь · f3 білий король | f8 чорний король · b6 чорний пішак · d6 чорний пішак · f6 чорний слон · c5 чорний пішак · c4 білий пішак · b3 білий пішак · d3 білий пішак · e3 білий кінь · f3 білий король | f8 чорний король · b6 чорний пішак · d6 чорний пішак · f6 чорний слон · c5 чорний пішак · c4 білий пішак · b3 білий пішак · d3 білий пішак · e3 білий кінь · f3 білий король | 4 |
| 3 | f8 чорний король · b6 чорний пішак · d6 чорний пішак · f6 чорний слон · c5 чорний пішак · c4 білий пішак · b3 білий пішак · d3 білий пішак · e3 білий кінь · f3 білий король | f8 чорний король · b6 чорний пішак · d6 чорний пішак · f6 чорний слон · c5 чорний пішак · c4 білий пішак · b3 білий пішак · d3 білий пішак · e3 білий кінь · f3 білий король | f8 чорний король · b6 чорний пішак · d6 чорний пішак · f6 чорний слон · c5 чорний пішак · c4 білий пішак · b3 білий пішак · d3 білий пішак · e3 білий кінь · f3 білий король | f8 чорний король · b6 чорний пішак · d6 чорний пішак · f6 чорний слон · c5 чорний пішак · c4 білий пішак · b3 білий пішак · d3 білий пішак · e3 білий кінь · f3 білий король | f8 чорний король · b6 чорний пішак · d6 чорний пішак · f6 чорний слон · c5 чорний пішак · c4 білий пішак · b3 білий пішак · d3 білий пішак · e3 білий кінь · f3 білий король | f8 чорний король · b6 чорний пішак · d6 чорний пішак · f6 чорний слон · c5 чорний пішак · c4 білий пішак · b3 білий пішак · d3 білий пішак · e3 білий кінь · f3 білий король | f8 чорний король · b6 чорний пішак · d6 чорний пішак · f6 чорний слон · c5 чорний пішак · c4 білий пішак · b3 білий пішак · d3 білий пішак · e3 білий кінь · f3 білий король | f8 чорний король · b6 чорний пішак · d6 чорний пішак · f6 чорний слон · c5 чорний пішак · c4 білий пішак · b3 білий пішак · d3 білий пішак · e3 білий кінь · f3 білий король | 3 |
| 2 | f8 чорний король · b6 чорний пішак · d6 чорний пішак · f6 чорний слон · c5 чорний пішак · c4 білий пішак · b3 білий пішак · d3 білий пішак · e3 білий кінь · f3 білий король | f8 чорний король · b6 чорний пішак · d6 чорний пішак · f6 чорний слон · c5 чорний пішак · c4 білий пішак · b3 білий пішак · d3 білий пішак · e3 білий кінь · f3 білий король | f8 чорний король · b6 чорний пішак · d6 чорний пішак · f6 чорний слон · c5 чорний пішак · c4 білий пішак · b3 білий пішак · d3 білий пішак · e3 білий кінь · f3 білий король | f8 чорний король · b6 чорний пішак · d6 чорний пішак · f6 чорний слон · c5 чорний пішак · c4 білий пішак · b3 білий пішак · d3 білий пішак · e3 білий кінь · f3 білий король | f8 чорний король · b6 чорний пішак · d6 чорний пішак · f6 чорний слон · c5 чорний пішак · c4 білий пішак · b3 білий пішак · d3 білий пішак · e3 білий кінь · f3 білий король | f8 чорний король · b6 чорний пішак · d6 чорний пішак · f6 чорний слон · c5 чорний пішак · c4 білий пішак · b3 білий пішак · d3 білий пішак · e3 білий кінь · f3 білий король | f8 чорний король · b6 чорний пішак · d6 чорний пішак · f6 чорний слон · c5 чорний пішак · c4 білий пішак · b3 білий пішак · d3 білий пішак · e3 білий кінь · f3 білий король | f8 чорний король · b6 чорний пішак · d6 чорний пішак · f6 чорний слон · c5 чорний пішак · c4 білий пішак · b3 білий пішак · d3 білий пішак · e3 білий кінь · f3 білий король | 2 |
| 1 | f8 чорний король · b6 чорний пішак · d6 чорний пішак · f6 чорний слон · c5 чорний пішак · c4 білий пішак · b3 білий пішак · d3 білий пішак · e3 білий кінь · f3 білий король | f8 чорний король · b6 чорний пішак · d6 чорний пішак · f6 чорний слон · c5 чорний пішак · c4 білий пішак · b3 білий пішак · d3 білий пішак · e3 білий кінь · f3 білий король | f8 чорний король · b6 чорний пішак · d6 чорний пішак · f6 чорний слон · c5 чорний пішак · c4 білий пішак · b3 білий пішак · d3 білий пішак · e3 білий кінь · f3 білий король | f8 чорний король · b6 чорний пішак · d6 чорний пішак · f6 чорний слон · c5 чорний пішак · c4 білий пішак · b3 білий пішак · d3 білий пішак · e3 білий кінь · f3 білий король | f8 чорний король · b6 чорний пішак · d6 чорний пішак · f6 чорний слон · c5 чорний пішак · c4 білий пішак · b3 білий пішак · d3 білий пішак · e3 білий кінь · f3 білий король | f8 чорний король · b6 чорний пішак · d6 чорний пішак · f6 чорний слон · c5 чорний пішак · c4 білий пішак · b3 білий пішак · d3 білий пішак · e3 білий кінь · f3 білий король | f8 чорний король · b6 чорний пішак · d6 чорний пішак · f6 чорний слон · c5 чорний пішак · c4 білий пішак · b3 білий пішак · d3 білий пішак · e3 білий кінь · f3 білий король | f8 чорний король · b6 чорний пішак · d6 чорний пішак · f6 чорний слон · c5 чорний пішак · c4 білий пішак · b3 білий пішак · d3 білий пішак · e3 білий кінь · f3 білий король | 1 |
|   | a | b | c | d | e | f | g | h |   |

Ходом 1. Ке5 білі атакували слона чорних, створивши одночасно загрозу подвійного удару на g6 та с6.
Відповівши 1... Се8!, чорні вивели слона, з-під удару і одночасно захистили пішака c6.
Загрози бувають прямі та приховані.
Як правило, загрозу  слід зберігати і посилювати до тих пір, поки її виконання не призведе до вигоди.
Загроза змушує суперника  тримати сили напоготові.
_________________________________________________________________________
Демонстрація активності на одному фланзі з метою відволікання сил суперника, а потім, завдяки більшій рухливості атакуючих фігур, перекидання сил на інший фланг і організація там атаки, перш ніж суперник встигне перекинути необхідні для захисту сили. X. Р.  Капабланка

Ось  приклад переносу  загрози з одного флангу на інший.
|   | a | b | c | d | e | f | g | h |   |
| 8 | c8 чорна тура · g8 чорний король · f7 чорний пішак · g7 чорний пішак · a6 чорний ферзь · d6 чорний пішак · h6 чорний пішак · b5 чорний пішак · d5 білий ферзь · e5 чорний пішак · f5 білий пішак · g5 чорний слон · a4 чорна тура · e4 білий пішак · b3 білий кінь · c3 білий пішак · h3 білий пішак · b2 білий пішак · g2 білий пішак · h2 білий король · a1 біла тура · e1 біла тура | c8 чорна тура · g8 чорний король · f7 чорний пішак · g7 чорний пішак · a6 чорний ферзь · d6 чорний пішак · h6 чорний пішак · b5 чорний пішак · d5 білий ферзь · e5 чорний пішак · f5 білий пішак · g5 чорний слон · a4 чорна тура · e4 білий пішак · b3 білий кінь · c3 білий пішак · h3 білий пішак · b2 білий пішак · g2 білий пішак · h2 білий король · a1 біла тура · e1 біла тура | c8 чорна тура · g8 чорний король · f7 чорний пішак · g7 чорний пішак · a6 чорний ферзь · d6 чорний пішак · h6 чорний пішак · b5 чорний пішак · d5 білий ферзь · e5 чорний пішак · f5 білий пішак · g5 чорний слон · a4 чорна тура · e4 білий пішак · b3 білий кінь · c3 білий пішак · h3 білий пішак · b2 білий пішак · g2 білий пішак · h2 білий король · a1 біла тура · e1 біла тура | c8 чорна тура · g8 чорний король · f7 чорний пішак · g7 чорний пішак · a6 чорний ферзь · d6 чорний пішак · h6 чорний пішак · b5 чорний пішак · d5 білий ферзь · e5 чорний пішак · f5 білий пішак · g5 чорний слон · a4 чорна тура · e4 білий пішак · b3 білий кінь · c3 білий пішак · h3 білий пішак · b2 білий пішак · g2 білий пішак · h2 білий король · a1 біла тура · e1 біла тура | c8 чорна тура · g8 чорний король · f7 чорний пішак · g7 чорний пішак · a6 чорний ферзь · d6 чорний пішак · h6 чорний пішак · b5 чорний пішак · d5 білий ферзь · e5 чорний пішак · f5 білий пішак · g5 чорний слон · a4 чорна тура · e4 білий пішак · b3 білий кінь · c3 білий пішак · h3 білий пішак · b2 білий пішак · g2 білий пішак · h2 білий король · a1 біла тура · e1 біла тура | c8 чорна тура · g8 чорний король · f7 чорний пішак · g7 чорний пішак · a6 чорний ферзь · d6 чорний пішак · h6 чорний пішак · b5 чорний пішак · d5 білий ферзь · e5 чорний пішак · f5 білий пішак · g5 чорний слон · a4 чорна тура · e4 білий пішак · b3 білий кінь · c3 білий пішак · h3 білий пішак · b2 білий пішак · g2 білий пішак · h2 білий король · a1 біла тура · e1 біла тура | c8 чорна тура · g8 чорний король · f7 чорний пішак · g7 чорний пішак · a6 чорний ферзь · d6 чорний пішак · h6 чорний пішак · b5 чорний пішак · d5 білий ферзь · e5 чорний пішак · f5 білий пішак · g5 чорний слон · a4 чорна тура · e4 білий пішак · b3 білий кінь · c3 білий пішак · h3 білий пішак · b2 білий пішак · g2 білий пішак · h2 білий король · a1 біла тура · e1 біла тура | c8 чорна тура · g8 чорний король · f7 чорний пішак · g7 чорний пішак · a6 чорний ферзь · d6 чорний пішак · h6 чорний пішак · b5 чорний пішак · d5 білий ферзь · e5 чорний пішак · f5 білий пішак · g5 чорний слон · a4 чорна тура · e4 білий пішак · b3 білий кінь · c3 білий пішак · h3 білий пішак · b2 білий пішак · g2 білий пішак · h2 білий король · a1 біла тура · e1 біла тура | 8 |
| 7 | c8 чорна тура · g8 чорний король · f7 чорний пішак · g7 чорний пішак · a6 чорний ферзь · d6 чорний пішак · h6 чорний пішак · b5 чорний пішак · d5 білий ферзь · e5 чорний пішак · f5 білий пішак · g5 чорний слон · a4 чорна тура · e4 білий пішак · b3 білий кінь · c3 білий пішак · h3 білий пішак · b2 білий пішак · g2 білий пішак · h2 білий король · a1 біла тура · e1 біла тура | c8 чорна тура · g8 чорний король · f7 чорний пішак · g7 чорний пішак · a6 чорний ферзь · d6 чорний пішак · h6 чорний пішак · b5 чорний пішак · d5 білий ферзь · e5 чорний пішак · f5 білий пішак · g5 чорний слон · a4 чорна тура · e4 білий пішак · b3 білий кінь · c3 білий пішак · h3 білий пішак · b2 білий пішак · g2 білий пішак · h2 білий король · a1 біла тура · e1 біла тура | c8 чорна тура · g8 чорний король · f7 чорний пішак · g7 чорний пішак · a6 чорний ферзь · d6 чорний пішак · h6 чорний пішак · b5 чорний пішак · d5 білий ферзь · e5 чорний пішак · f5 білий пішак · g5 чорний слон · a4 чорна тура · e4 білий пішак · b3 білий кінь · c3 білий пішак · h3 білий пішак · b2 білий пішак · g2 білий пішак · h2 білий король · a1 біла тура · e1 біла тура | c8 чорна тура · g8 чорний король · f7 чорний пішак · g7 чорний пішак · a6 чорний ферзь · d6 чорний пішак · h6 чорний пішак · b5 чорний пішак · d5 білий ферзь · e5 чорний пішак · f5 білий пішак · g5 чорний слон · a4 чорна тура · e4 білий пішак · b3 білий кінь · c3 білий пішак · h3 білий пішак · b2 білий пішак · g2 білий пішак · h2 білий король · a1 біла тура · e1 біла тура | c8 чорна тура · g8 чорний король · f7 чорний пішак · g7 чорний пішак · a6 чорний ферзь · d6 чорний пішак · h6 чорний пішак · b5 чорний пішак · d5 білий ферзь · e5 чорний пішак · f5 білий пішак · g5 чорний слон · a4 чорна тура · e4 білий пішак · b3 білий кінь · c3 білий пішак · h3 білий пішак · b2 білий пішак · g2 білий пішак · h2 білий король · a1 біла тура · e1 біла тура | c8 чорна тура · g8 чорний король · f7 чорний пішак · g7 чорний пішак · a6 чорний ферзь · d6 чорний пішак · h6 чорний пішак · b5 чорний пішак · d5 білий ферзь · e5 чорний пішак · f5 білий пішак · g5 чорний слон · a4 чорна тура · e4 білий пішак · b3 білий кінь · c3 білий пішак · h3 білий пішак · b2 білий пішак · g2 білий пішак · h2 білий король · a1 біла тура · e1 біла тура | c8 чорна тура · g8 чорний король · f7 чорний пішак · g7 чорний пішак · a6 чорний ферзь · d6 чорний пішак · h6 чорний пішак · b5 чорний пішак · d5 білий ферзь · e5 чорний пішак · f5 білий пішак · g5 чорний слон · a4 чорна тура · e4 білий пішак · b3 білий кінь · c3 білий пішак · h3 білий пішак · b2 білий пішак · g2 білий пішак · h2 білий король · a1 біла тура · e1 біла тура | c8 чорна тура · g8 чорний король · f7 чорний пішак · g7 чорний пішак · a6 чорний ферзь · d6 чорний пішак · h6 чорний пішак · b5 чорний пішак · d5 білий ферзь · e5 чорний пішак · f5 білий пішак · g5 чорний слон · a4 чорна тура · e4 білий пішак · b3 білий кінь · c3 білий пішак · h3 білий пішак · b2 білий пішак · g2 білий пішак · h2 білий король · a1 біла тура · e1 біла тура | 7 |
| 6 | c8 чорна тура · g8 чорний король · f7 чорний пішак · g7 чорний пішак · a6 чорний ферзь · d6 чорний пішак · h6 чорний пішак · b5 чорний пішак · d5 білий ферзь · e5 чорний пішак · f5 білий пішак · g5 чорний слон · a4 чорна тура · e4 білий пішак · b3 білий кінь · c3 білий пішак · h3 білий пішак · b2 білий пішак · g2 білий пішак · h2 білий король · a1 біла тура · e1 біла тура | c8 чорна тура · g8 чорний король · f7 чорний пішак · g7 чорний пішак · a6 чорний ферзь · d6 чорний пішак · h6 чорний пішак · b5 чорний пішак · d5 білий ферзь · e5 чорний пішак · f5 білий пішак · g5 чорний слон · a4 чорна тура · e4 білий пішак · b3 білий кінь · c3 білий пішак · h3 білий пішак · b2 білий пішак · g2 білий пішак · h2 білий король · a1 біла тура · e1 біла тура | c8 чорна тура · g8 чорний король · f7 чорний пішак · g7 чорний пішак · a6 чорний ферзь · d6 чорний пішак · h6 чорний пішак · b5 чорний пішак · d5 білий ферзь · e5 чорний пішак · f5 білий пішак · g5 чорний слон · a4 чорна тура · e4 білий пішак · b3 білий кінь · c3 білий пішак · h3 білий пішак · b2 білий пішак · g2 білий пішак · h2 білий король · a1 біла тура · e1 біла тура | c8 чорна тура · g8 чорний король · f7 чорний пішак · g7 чорний пішак · a6 чорний ферзь · d6 чорний пішак · h6 чорний пішак · b5 чорний пішак · d5 білий ферзь · e5 чорний пішак · f5 білий пішак · g5 чорний слон · a4 чорна тура · e4 білий пішак · b3 білий кінь · c3 білий пішак · h3 білий пішак · b2 білий пішак · g2 білий пішак · h2 білий король · a1 біла тура · e1 біла тура | c8 чорна тура · g8 чорний король · f7 чорний пішак · g7 чорний пішак · a6 чорний ферзь · d6 чорний пішак · h6 чорний пішак · b5 чорний пішак · d5 білий ферзь · e5 чорний пішак · f5 білий пішак · g5 чорний слон · a4 чорна тура · e4 білий пішак · b3 білий кінь · c3 білий пішак · h3 білий пішак · b2 білий пішак · g2 білий пішак · h2 білий король · a1 біла тура · e1 біла тура | c8 чорна тура · g8 чорний король · f7 чорний пішак · g7 чорний пішак · a6 чорний ферзь · d6 чорний пішак · h6 чорний пішак · b5 чорний пішак · d5 білий ферзь · e5 чорний пішак · f5 білий пішак · g5 чорний слон · a4 чорна тура · e4 білий пішак · b3 білий кінь · c3 білий пішак · h3 білий пішак · b2 білий пішак · g2 білий пішак · h2 білий король · a1 біла тура · e1 біла тура | c8 чорна тура · g8 чорний король · f7 чорний пішак · g7 чорний пішак · a6 чорний ферзь · d6 чорний пішак · h6 чорний пішак · b5 чорний пішак · d5 білий ферзь · e5 чорний пішак · f5 білий пішак · g5 чорний слон · a4 чорна тура · e4 білий пішак · b3 білий кінь · c3 білий пішак · h3 білий пішак · b2 білий пішак · g2 білий пішак · h2 білий король · a1 біла тура · e1 біла тура | c8 чорна тура · g8 чорний король · f7 чорний пішак · g7 чорний пішак · a6 чорний ферзь · d6 чорний пішак · h6 чорний пішак · b5 чорний пішак · d5 білий ферзь · e5 чорний пішак · f5 білий пішак · g5 чорний слон · a4 чорна тура · e4 білий пішак · b3 білий кінь · c3 білий пішак · h3 білий пішак · b2 білий пішак · g2 білий пішак · h2 білий король · a1 біла тура · e1 біла тура | 6 |
| 5 | c8 чорна тура · g8 чорний король · f7 чорний пішак · g7 чорний пішак · a6 чорний ферзь · d6 чорний пішак · h6 чорний пішак · b5 чорний пішак · d5 білий ферзь · e5 чорний пішак · f5 білий пішак · g5 чорний слон · a4 чорна тура · e4 білий пішак · b3 білий кінь · c3 білий пішак · h3 білий пішак · b2 білий пішак · g2 білий пішак · h2 білий король · a1 біла тура · e1 біла тура | c8 чорна тура · g8 чорний король · f7 чорний пішак · g7 чорний пішак · a6 чорний ферзь · d6 чорний пішак · h6 чорний пішак · b5 чорний пішак · d5 білий ферзь · e5 чорний пішак · f5 білий пішак · g5 чорний слон · a4 чорна тура · e4 білий пішак · b3 білий кінь · c3 білий пішак · h3 білий пішак · b2 білий пішак · g2 білий пішак · h2 білий король · a1 біла тура · e1 біла тура | c8 чорна тура · g8 чорний король · f7 чорний пішак · g7 чорний пішак · a6 чорний ферзь · d6 чорний пішак · h6 чорний пішак · b5 чорний пішак · d5 білий ферзь · e5 чорний пішак · f5 білий пішак · g5 чорний слон · a4 чорна тура · e4 білий пішак · b3 білий кінь · c3 білий пішак · h3 білий пішак · b2 білий пішак · g2 білий пішак · h2 білий король · a1 біла тура · e1 біла тура | c8 чорна тура · g8 чорний король · f7 чорний пішак · g7 чорний пішак · a6 чорний ферзь · d6 чорний пішак · h6 чорний пішак · b5 чорний пішак · d5 білий ферзь · e5 чорний пішак · f5 білий пішак · g5 чорний слон · a4 чорна тура · e4 білий пішак · b3 білий кінь · c3 білий пішак · h3 білий пішак · b2 білий пішак · g2 білий пішак · h2 білий король · a1 біла тура · e1 біла тура | c8 чорна тура · g8 чорний король · f7 чорний пішак · g7 чорний пішак · a6 чорний ферзь · d6 чорний пішак · h6 чорний пішак · b5 чорний пішак · d5 білий ферзь · e5 чорний пішак · f5 білий пішак · g5 чорний слон · a4 чорна тура · e4 білий пішак · b3 білий кінь · c3 білий пішак · h3 білий пішак · b2 білий пішак · g2 білий пішак · h2 білий король · a1 біла тура · e1 біла тура | c8 чорна тура · g8 чорний король · f7 чорний пішак · g7 чорний пішак · a6 чорний ферзь · d6 чорний пішак · h6 чорний пішак · b5 чорний пішак · d5 білий ферзь · e5 чорний пішак · f5 білий пішак · g5 чорний слон · a4 чорна тура · e4 білий пішак · b3 білий кінь · c3 білий пішак · h3 білий пішак · b2 білий пішак · g2 білий пішак · h2 білий король · a1 біла тура · e1 біла тура | c8 чорна тура · g8 чорний король · f7 чорний пішак · g7 чорний пішак · a6 чорний ферзь · d6 чорний пішак · h6 чорний пішак · b5 чорний пішак · d5 білий ферзь · e5 чорний пішак · f5 білий пішак · g5 чорний слон · a4 чорна тура · e4 білий пішак · b3 білий кінь · c3 білий пішак · h3 білий пішак · b2 білий пішак · g2 білий пішак · h2 білий король · a1 біла тура · e1 біла тура | c8 чорна тура · g8 чорний король · f7 чорний пішак · g7 чорний пішак · a6 чорний ферзь · d6 чорний пішак · h6 чорний пішак · b5 чорний пішак · d5 білий ферзь · e5 чорний пішак · f5 білий пішак · g5 чорний слон · a4 чорна тура · e4 білий пішак · b3 білий кінь · c3 білий пішак · h3 білий пішак · b2 білий пішак · g2 білий пішак · h2 білий король · a1 біла тура · e1 біла тура | 5 |
| 4 | c8 чорна тура · g8 чорний король · f7 чорний пішак · g7 чорний пішак · a6 чорний ферзь · d6 чорний пішак · h6 чорний пішак · b5 чорний пішак · d5 білий ферзь · e5 чорний пішак · f5 білий пішак · g5 чорний слон · a4 чорна тура · e4 білий пішак · b3 білий кінь · c3 білий пішак · h3 білий пішак · b2 білий пішак · g2 білий пішак · h2 білий король · a1 біла тура · e1 біла тура | c8 чорна тура · g8 чорний король · f7 чорний пішак · g7 чорний пішак · a6 чорний ферзь · d6 чорний пішак · h6 чорний пішак · b5 чорний пішак · d5 білий ферзь · e5 чорний пішак · f5 білий пішак · g5 чорний слон · a4 чорна тура · e4 білий пішак · b3 білий кінь · c3 білий пішак · h3 білий пішак · b2 білий пішак · g2 білий пішак · h2 білий король · a1 біла тура · e1 біла тура | c8 чорна тура · g8 чорний король · f7 чорний пішак · g7 чорний пішак · a6 чорний ферзь · d6 чорний пішак · h6 чорний пішак · b5 чорний пішак · d5 білий ферзь · e5 чорний пішак · f5 білий пішак · g5 чорний слон · a4 чорна тура · e4 білий пішак · b3 білий кінь · c3 білий пішак · h3 білий пішак · b2 білий пішак · g2 білий пішак · h2 білий король · a1 біла тура · e1 біла тура | c8 чорна тура · g8 чорний король · f7 чорний пішак · g7 чорний пішак · a6 чорний ферзь · d6 чорний пішак · h6 чорний пішак · b5 чорний пішак · d5 білий ферзь · e5 чорний пішак · f5 білий пішак · g5 чорний слон · a4 чорна тура · e4 білий пішак · b3 білий кінь · c3 білий пішак · h3 білий пішак · b2 білий пішак · g2 білий пішак · h2 білий король · a1 біла тура · e1 біла тура | c8 чорна тура · g8 чорний король · f7 чорний пішак · g7 чорний пішак · a6 чорний ферзь · d6 чорний пішак · h6 чорний пішак · b5 чорний пішак · d5 білий ферзь · e5 чорний пішак · f5 білий пішак · g5 чорний слон · a4 чорна тура · e4 білий пішак · b3 білий кінь · c3 білий пішак · h3 білий пішак · b2 білий пішак · g2 білий пішак · h2 білий король · a1 біла тура · e1 біла тура | c8 чорна тура · g8 чорний король · f7 чорний пішак · g7 чорний пішак · a6 чорний ферзь · d6 чорний пішак · h6 чорний пішак · b5 чорний пішак · d5 білий ферзь · e5 чорний пішак · f5 білий пішак · g5 чорний слон · a4 чорна тура · e4 білий пішак · b3 білий кінь · c3 білий пішак · h3 білий пішак · b2 білий пішак · g2 білий пішак · h2 білий король · a1 біла тура · e1 біла тура | c8 чорна тура · g8 чорний король · f7 чорний пішак · g7 чорний пішак · a6 чорний ферзь · d6 чорний пішак · h6 чорний пішак · b5 чорний пішак · d5 білий ферзь · e5 чорний пішак · f5 білий пішак · g5 чорний слон · a4 чорна тура · e4 білий пішак · b3 білий кінь · c3 білий пішак · h3 білий пішак · b2 білий пішак · g2 білий пішак · h2 білий король · a1 біла тура · e1 біла тура | c8 чорна тура · g8 чорний король · f7 чорний пішак · g7 чорний пішак · a6 чорний ферзь · d6 чорний пішак · h6 чорний пішак · b5 чорний пішак · d5 білий ферзь · e5 чорний пішак · f5 білий пішак · g5 чорний слон · a4 чорна тура · e4 білий пішак · b3 білий кінь · c3 білий пішак · h3 білий пішак · b2 білий пішак · g2 білий пішак · h2 білий король · a1 біла тура · e1 біла тура | 4 |
| 3 | c8 чорна тура · g8 чорний король · f7 чорний пішак · g7 чорний пішак · a6 чорний ферзь · d6 чорний пішак · h6 чорний пішак · b5 чорний пішак · d5 білий ферзь · e5 чорний пішак · f5 білий пішак · g5 чорний слон · a4 чорна тура · e4 білий пішак · b3 білий кінь · c3 білий пішак · h3 білий пішак · b2 білий пішак · g2 білий пішак · h2 білий король · a1 біла тура · e1 біла тура | c8 чорна тура · g8 чорний король · f7 чорний пішак · g7 чорний пішак · a6 чорний ферзь · d6 чорний пішак · h6 чорний пішак · b5 чорний пішак · d5 білий ферзь · e5 чорний пішак · f5 білий пішак · g5 чорний слон · a4 чорна тура · e4 білий пішак · b3 білий кінь · c3 білий пішак · h3 білий пішак · b2 білий пішак · g2 білий пішак · h2 білий король · a1 біла тура · e1 біла тура | c8 чорна тура · g8 чорний король · f7 чорний пішак · g7 чорний пішак · a6 чорний ферзь · d6 чорний пішак · h6 чорний пішак · b5 чорний пішак · d5 білий ферзь · e5 чорний пішак · f5 білий пішак · g5 чорний слон · a4 чорна тура · e4 білий пішак · b3 білий кінь · c3 білий пішак · h3 білий пішак · b2 білий пішак · g2 білий пішак · h2 білий король · a1 біла тура · e1 біла тура | c8 чорна тура · g8 чорний король · f7 чорний пішак · g7 чорний пішак · a6 чорний ферзь · d6 чорний пішак · h6 чорний пішак · b5 чорний пішак · d5 білий ферзь · e5 чорний пішак · f5 білий пішак · g5 чорний слон · a4 чорна тура · e4 білий пішак · b3 білий кінь · c3 білий пішак · h3 білий пішак · b2 білий пішак · g2 білий пішак · h2 білий король · a1 біла тура · e1 біла тура | c8 чорна тура · g8 чорний король · f7 чорний пішак · g7 чорний пішак · a6 чорний ферзь · d6 чорний пішак · h6 чорний пішак · b5 чорний пішак · d5 білий ферзь · e5 чорний пішак · f5 білий пішак · g5 чорний слон · a4 чорна тура · e4 білий пішак · b3 білий кінь · c3 білий пішак · h3 білий пішак · b2 білий пішак · g2 білий пішак · h2 білий король · a1 біла тура · e1 біла тура | c8 чорна тура · g8 чорний король · f7 чорний пішак · g7 чорний пішак · a6 чорний ферзь · d6 чорний пішак · h6 чорний пішак · b5 чорний пішак · d5 білий ферзь · e5 чорний пішак · f5 білий пішак · g5 чорний слон · a4 чорна тура · e4 білий пішак · b3 білий кінь · c3 білий пішак · h3 білий пішак · b2 білий пішак · g2 білий пішак · h2 білий король · a1 біла тура · e1 біла тура | c8 чорна тура · g8 чорний король · f7 чорний пішак · g7 чорний пішак · a6 чорний ферзь · d6 чорний пішак · h6 чорний пішак · b5 чорний пішак · d5 білий ферзь · e5 чорний пішак · f5 білий пішак · g5 чорний слон · a4 чорна тура · e4 білий пішак · b3 білий кінь · c3 білий пішак · h3 білий пішак · b2 білий пішак · g2 білий пішак · h2 білий король · a1 біла тура · e1 біла тура | c8 чорна тура · g8 чорний король · f7 чорний пішак · g7 чорний пішак · a6 чорний ферзь · d6 чорний пішак · h6 чорний пішак · b5 чорний пішак · d5 білий ферзь · e5 чорний пішак · f5 білий пішак · g5 чорний слон · a4 чорна тура · e4 білий пішак · b3 білий кінь · c3 білий пішак · h3 білий пішак · b2 білий пішак · g2 білий пішак · h2 білий король · a1 біла тура · e1 біла тура | 3 |
| 2 | c8 чорна тура · g8 чорний король · f7 чорний пішак · g7 чорний пішак · a6 чорний ферзь · d6 чорний пішак · h6 чорний пішак · b5 чорний пішак · d5 білий ферзь · e5 чорний пішак · f5 білий пішак · g5 чорний слон · a4 чорна тура · e4 білий пішак · b3 білий кінь · c3 білий пішак · h3 білий пішак · b2 білий пішак · g2 білий пішак · h2 білий король · a1 біла тура · e1 біла тура | c8 чорна тура · g8 чорний король · f7 чорний пішак · g7 чорний пішак · a6 чорний ферзь · d6 чорний пішак · h6 чорний пішак · b5 чорний пішак · d5 білий ферзь · e5 чорний пішак · f5 білий пішак · g5 чорний слон · a4 чорна тура · e4 білий пішак · b3 білий кінь · c3 білий пішак · h3 білий пішак · b2 білий пішак · g2 білий пішак · h2 білий король · a1 біла тура · e1 біла тура | c8 чорна тура · g8 чорний король · f7 чорний пішак · g7 чорний пішак · a6 чорний ферзь · d6 чорний пішак · h6 чорний пішак · b5 чорний пішак · d5 білий ферзь · e5 чорний пішак · f5 білий пішак · g5 чорний слон · a4 чорна тура · e4 білий пішак · b3 білий кінь · c3 білий пішак · h3 білий пішак · b2 білий пішак · g2 білий пішак · h2 білий король · a1 біла тура · e1 біла тура | c8 чорна тура · g8 чорний король · f7 чорний пішак · g7 чорний пішак · a6 чорний ферзь · d6 чорний пішак · h6 чорний пішак · b5 чорний пішак · d5 білий ферзь · e5 чорний пішак · f5 білий пішак · g5 чорний слон · a4 чорна тура · e4 білий пішак · b3 білий кінь · c3 білий пішак · h3 білий пішак · b2 білий пішак · g2 білий пішак · h2 білий король · a1 біла тура · e1 біла тура | c8 чорна тура · g8 чорний король · f7 чорний пішак · g7 чорний пішак · a6 чорний ферзь · d6 чорний пішак · h6 чорний пішак · b5 чорний пішак · d5 білий ферзь · e5 чорний пішак · f5 білий пішак · g5 чорний слон · a4 чорна тура · e4 білий пішак · b3 білий кінь · c3 білий пішак · h3 білий пішак · b2 білий пішак · g2 білий пішак · h2 білий король · a1 біла тура · e1 біла тура | c8 чорна тура · g8 чорний король · f7 чорний пішак · g7 чорний пішак · a6 чорний ферзь · d6 чорний пішак · h6 чорний пішак · b5 чорний пішак · d5 білий ферзь · e5 чорний пішак · f5 білий пішак · g5 чорний слон · a4 чорна тура · e4 білий пішак · b3 білий кінь · c3 білий пішак · h3 білий пішак · b2 білий пішак · g2 білий пішак · h2 білий король · a1 біла тура · e1 біла тура | c8 чорна тура · g8 чорний король · f7 чорний пішак · g7 чорний пішак · a6 чорний ферзь · d6 чорний пішак · h6 чорний пішак · b5 чорний пішак · d5 білий ферзь · e5 чорний пішак · f5 білий пішак · g5 чорний слон · a4 чорна тура · e4 білий пішак · b3 білий кінь · c3 білий пішак · h3 білий пішак · b2 білий пішак · g2 білий пішак · h2 білий король · a1 біла тура · e1 біла тура | c8 чорна тура · g8 чорний король · f7 чорний пішак · g7 чорний пішак · a6 чорний ферзь · d6 чорний пішак · h6 чорний пішак · b5 чорний пішак · d5 білий ферзь · e5 чорний пішак · f5 білий пішак · g5 чорний слон · a4 чорна тура · e4 білий пішак · b3 білий кінь · c3 білий пішак · h3 білий пішак · b2 білий пішак · g2 білий пішак · h2 білий король · a1 біла тура · e1 біла тура | 2 |
| 1 | c8 чорна тура · g8 чорний король · f7 чорний пішак · g7 чорний пішак · a6 чорний ферзь · d6 чорний пішак · h6 чорний пішак · b5 чорний пішак · d5 білий ферзь · e5 чорний пішак · f5 білий пішак · g5 чорний слон · a4 чорна тура · e4 білий пішак · b3 білий кінь · c3 білий пішак · h3 білий пішак · b2 білий пішак · g2 білий пішак · h2 білий король · a1 біла тура · e1 біла тура | c8 чорна тура · g8 чорний король · f7 чорний пішак · g7 чорний пішак · a6 чорний ферзь · d6 чорний пішак · h6 чорний пішак · b5 чорний пішак · d5 білий ферзь · e5 чорний пішак · f5 білий пішак · g5 чорний слон · a4 чорна тура · e4 білий пішак · b3 білий кінь · c3 білий пішак · h3 білий пішак · b2 білий пішак · g2 білий пішак · h2 білий король · a1 біла тура · e1 біла тура | c8 чорна тура · g8 чорний король · f7 чорний пішак · g7 чорний пішак · a6 чорний ферзь · d6 чорний пішак · h6 чорний пішак · b5 чорний пішак · d5 білий ферзь · e5 чорний пішак · f5 білий пішак · g5 чорний слон · a4 чорна тура · e4 білий пішак · b3 білий кінь · c3 білий пішак · h3 білий пішак · b2 білий пішак · g2 білий пішак · h2 білий король · a1 біла тура · e1 біла тура | c8 чорна тура · g8 чорний король · f7 чорний пішак · g7 чорний пішак · a6 чорний ферзь · d6 чорний пішак · h6 чорний пішак · b5 чорний пішак · d5 білий ферзь · e5 чорний пішак · f5 білий пішак · g5 чорний слон · a4 чорна тура · e4 білий пішак · b3 білий кінь · c3 білий пішак · h3 білий пішак · b2 білий пішак · g2 білий пішак · h2 білий король · a1 біла тура · e1 біла тура | c8 чорна тура · g8 чорний король · f7 чорний пішак · g7 чорний пішак · a6 чорний ферзь · d6 чорний пішак · h6 чорний пішак · b5 чорний пішак · d5 білий ферзь · e5 чорний пішак · f5 білий пішак · g5 чорний слон · a4 чорна тура · e4 білий пішак · b3 білий кінь · c3 білий пішак · h3 білий пішак · b2 білий пішак · g2 білий пішак · h2 білий король · a1 біла тура · e1 біла тура | c8 чорна тура · g8 чорний король · f7 чорний пішак · g7 чорний пішак · a6 чорний ферзь · d6 чорний пішак · h6 чорний пішак · b5 чорний пішак · d5 білий ферзь · e5 чорний пішак · f5 білий пішак · g5 чорний слон · a4 чорна тура · e4 білий пішак · b3 білий кінь · c3 білий пішак · h3 білий пішак · b2 білий пішак · g2 білий пішак · h2 білий король · a1 біла тура · e1 біла тура | c8 чорна тура · g8 чорний король · f7 чорний пішак · g7 чорний пішак · a6 чорний ферзь · d6 чорний пішак · h6 чорний пішак · b5 чорний пішак · d5 білий ферзь · e5 чорний пішак · f5 білий пішак · g5 чорний слон · a4 чорна тура · e4 білий пішак · b3 білий кінь · c3 білий пішак · h3 білий пішак · b2 білий пішак · g2 білий пішак · h2 білий король · a1 біла тура · e1 біла тура | c8 чорна тура · g8 чорний король · f7 чорний пішак · g7 чорний пішак · a6 чорний ферзь · d6 чорний пішак · h6 чорний пішак · b5 чорний пішак · d5 білий ферзь · e5 чорний пішак · f5 білий пішак · g5 чорний слон · a4 чорна тура · e4 білий пішак · b3 білий кінь · c3 білий пішак · h3 білий пішак · b2 білий пішак · g2 білий пішак · h2 білий король · a1 біла тура · e1 біла тура | 1 |
|   | a | b | c | d | e | f | g | h |   |

Боротьба велася на ферзевому фланзі.  Однак варто було білим зіграти 24. g З? (правильно 24. Tad1),  чорні негайно створили загрозу на королівському фланзі:
24... Фа7!
25. Крg2 Tа2
26. Крf1 T:c3  чорні виграли. (Від  27 ... Тf3 - немає захисту.) 
________________________________________________________________________
Цитати
- «Загроза — сильніша за її виконання» (3. Тарраш).[1][2]